# Cuisine (pièce)
Cet article concerne la pièce. Pour la technique de préparation des aliments, voir Cuisine.
La cuisine est une pièce spécifique dans un bâtiment, spécialement équipée pour la préparation des aliments et des plats. On y dispose généralement de l'eau courante et divers appareils électroménagers (cuisinière, four, réfrigérateur...). La cuisine peut disposer de locaux annexes : les celliers et fruitiers des habitations, les chambres froides de restaurants, d'hôtels et d'usines de cuisine industrielle. Dans un logement de type studio la cuisine n'est pas une pièce mais un équipement le long d'un mur.

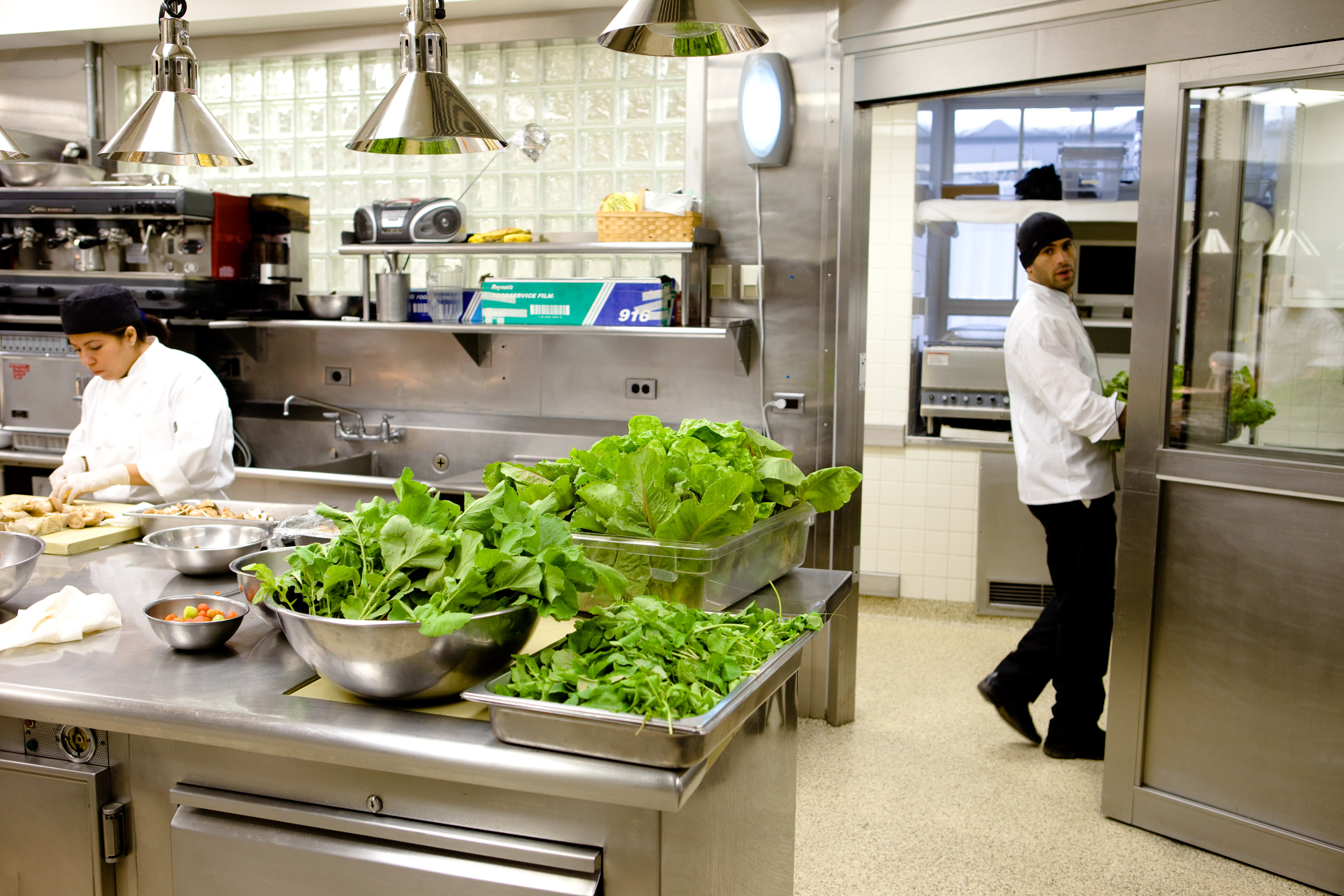
Cuisine de la Maison-Blanche

## Du feu de camp à la cuisine en dur

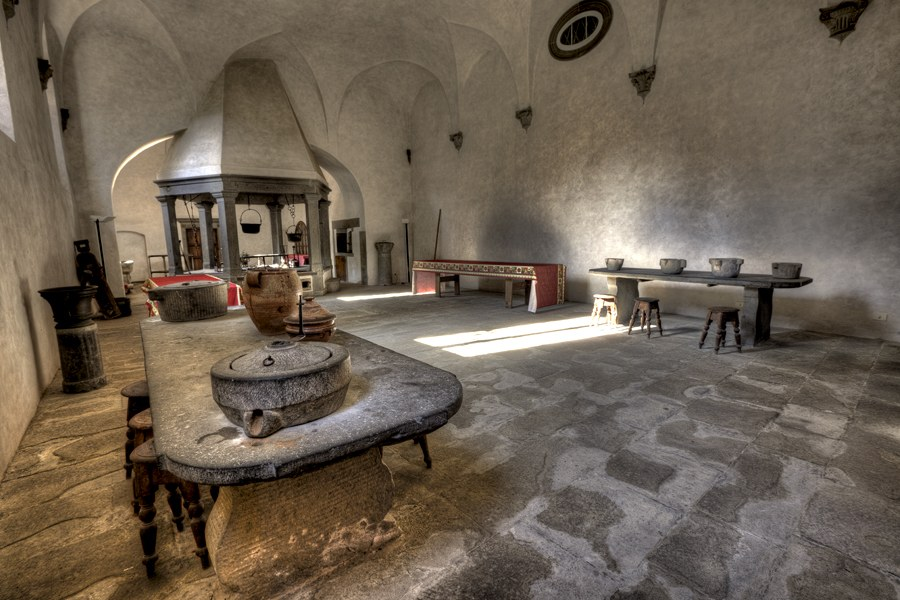
Ancienne cuisine-réfectoire de l'abbaye de Vallombrosa en Toscane.

La cuisine en tant que lieu spécifique dans l'habitat humain n'a pas toujours existé. Cependant, dès que le feu a été disponible, on observe une concentration des reliefs de repas autour du foyer commun, ce qui est interprété comme la naissance d'une forme de lieu collectif de consommation de la nourriture cuite. Avec la complexification de la préparation des aliments, vient le besoin de disposer d'un espace distinct pour cette activité. Cet espace reste à la disposition de tous dans beaucoup de sociétés tribales, en raison de la notion de partage (de la récolte, de la chasse) qui prévaut dans la plupart d'entre elles.
Avec la division du groupe humain en cellules plus petites (cellule familiale notamment), la fonction de cuisine subsiste mais s'individualise : elle fait alors partie du logement. Selon la situation géographique d'implantation de l'édifice, en fonction des besoins climatiques, l'espace réservé à la cuisine peut être un espace à ciel ouvert (par exemple les cuisines des logements simples dans la civilisation égyptienne). Dans certains cas toutefois, alors que le logement est individualiste (la cellule humaine dispose d'une intimité propre), la fonction de préparation des aliments reste communautaire. On retrouve des exemples de telles cuisines communes dans la civilisation romaine, avec un véritable service de restauration à la demande dans les grandes villes.
La cuisine peut, toujours aujourd'hui, n'être pas un local, mais simplement l'endroit où l'on prépare la nourriture. Ainsi l'expression cuisine roulante est-elle utilisée parfois par les campeurs en plein air, et par l'armée où elle désigne le fourneau, monté sur roues, qui suit une unité en campagne.
La cuisine aussi bien comme activité que comme local où on mange a bien sûr suscité tout un langage familier dérivé pour les désigner, comme cambuse, popote...

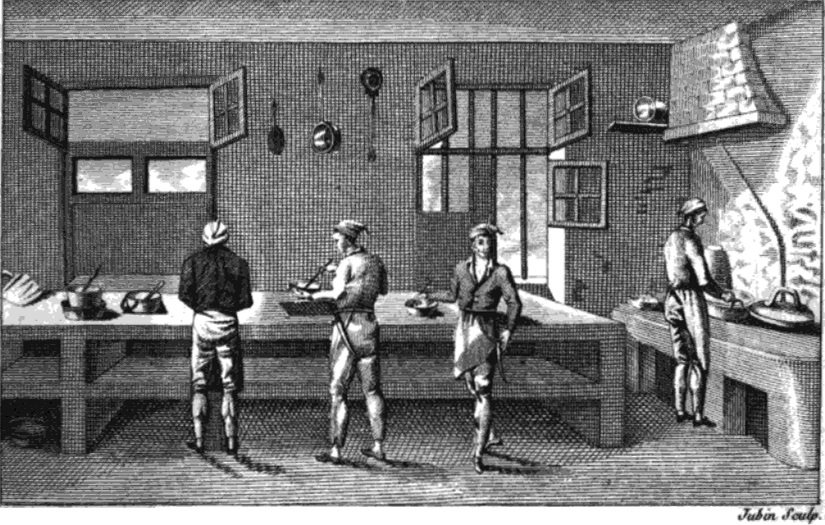
Couverture de « L'Art du Cuisinier », Antoine Beauvilliers (1754-1817).
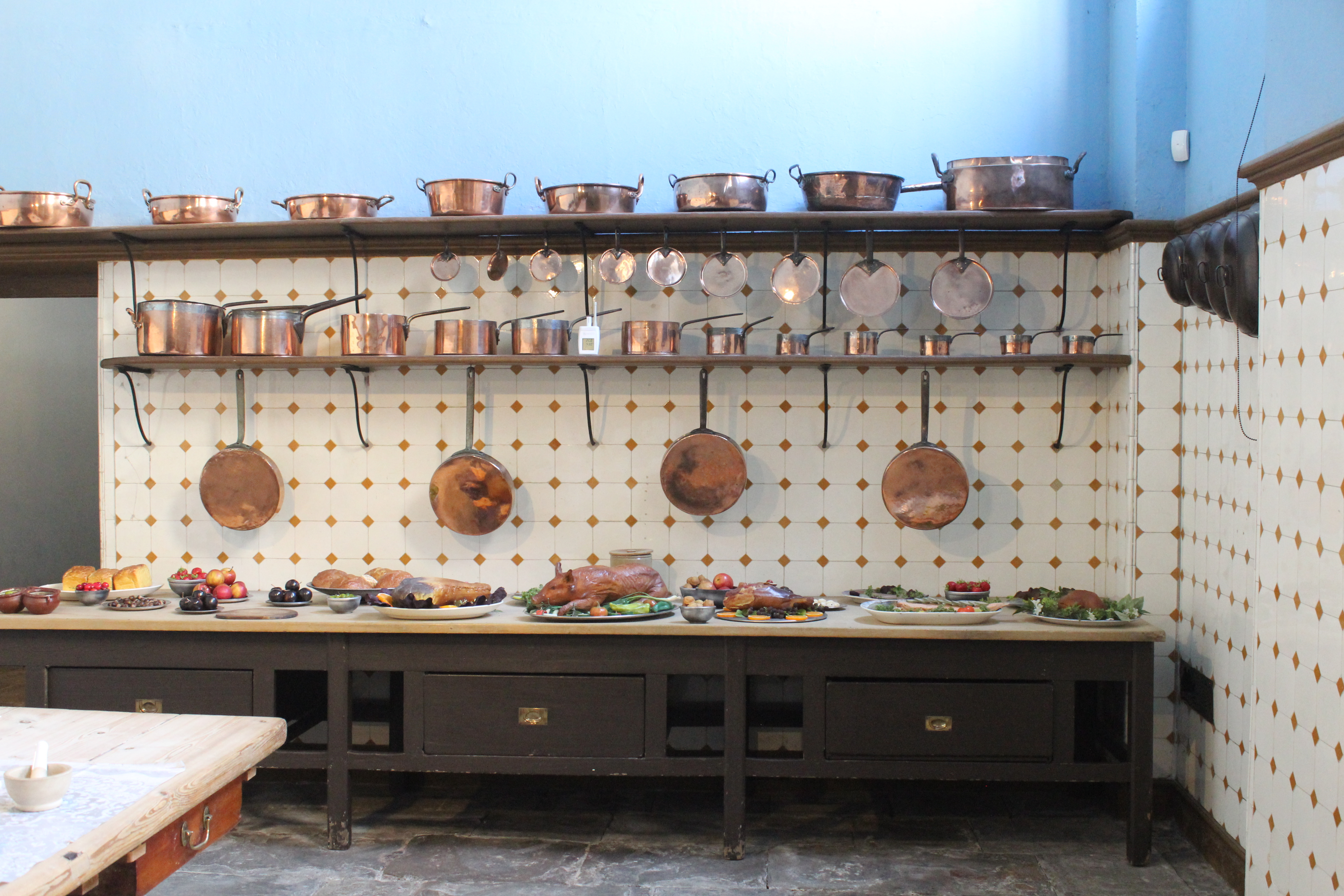
Cuisine à Tredegar House (Pays de Galles) telle qu'elle aurait paru au XVIIIe siècle.
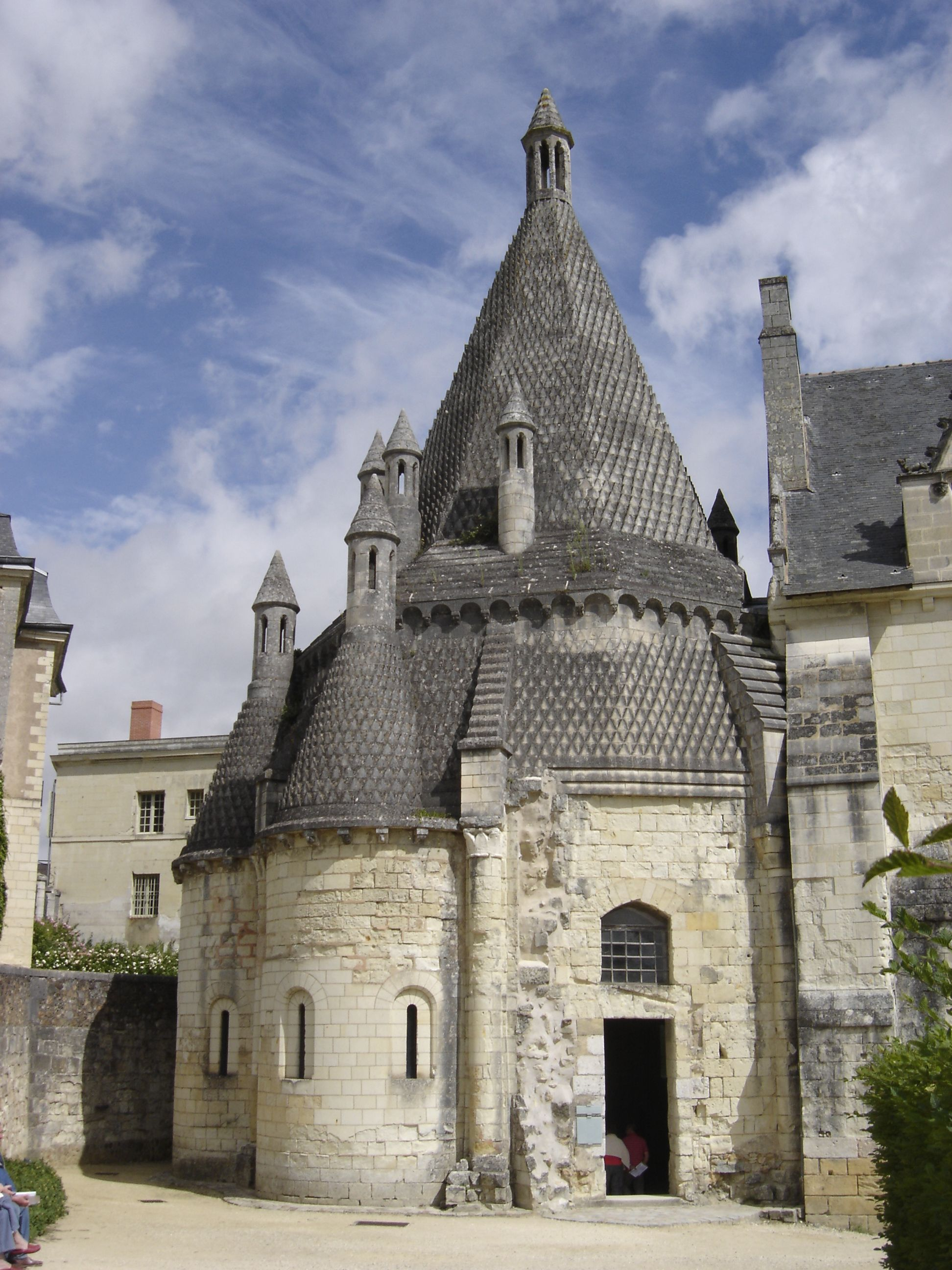
Les cuisines du XIIe siècle de l'Abbaye de Fontevraud.

## L'organisation de l'espace de la cuisine dans l'habitat et son histoire

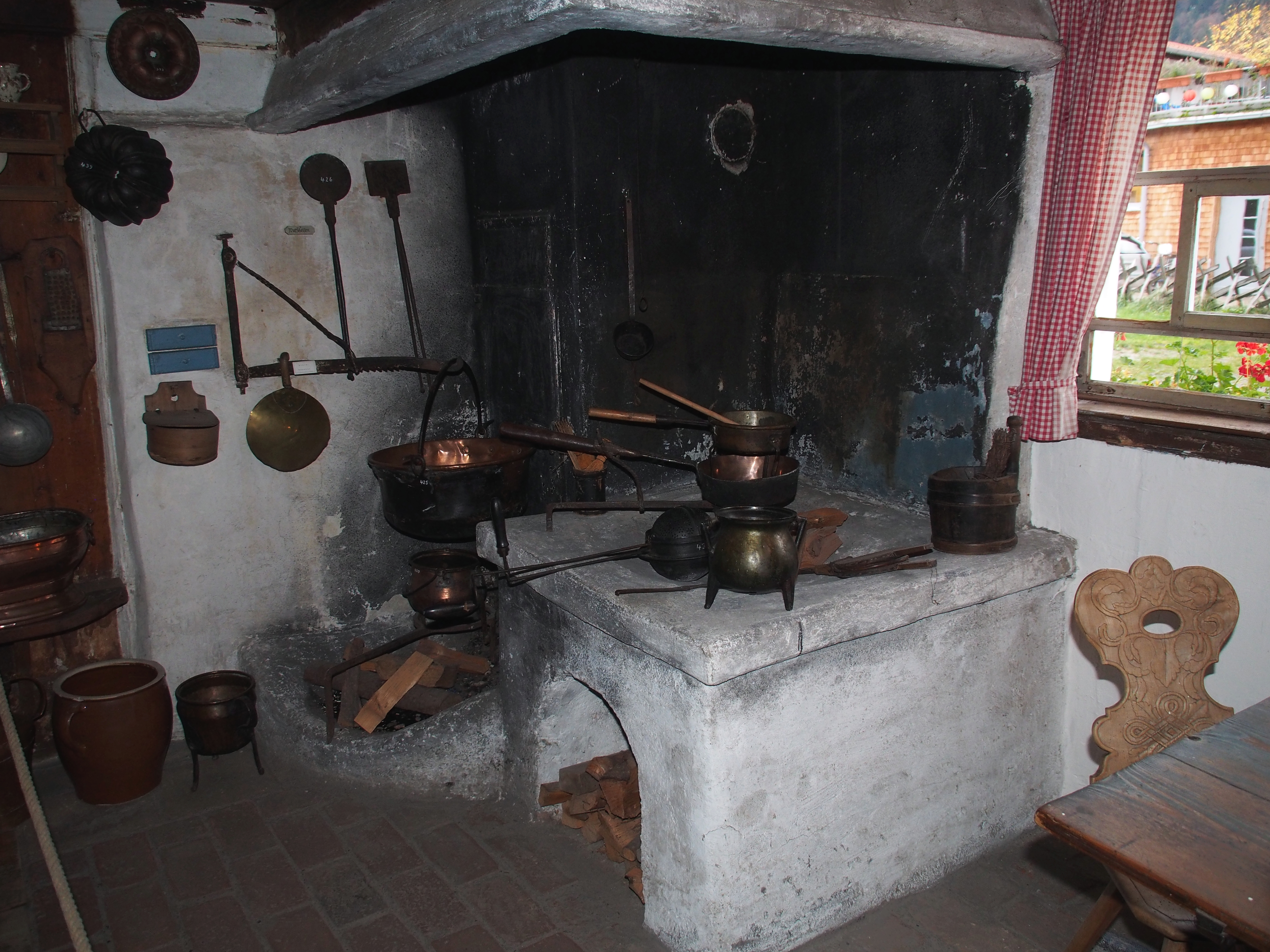
Foyer. Heimatmuseum Oberstdorf

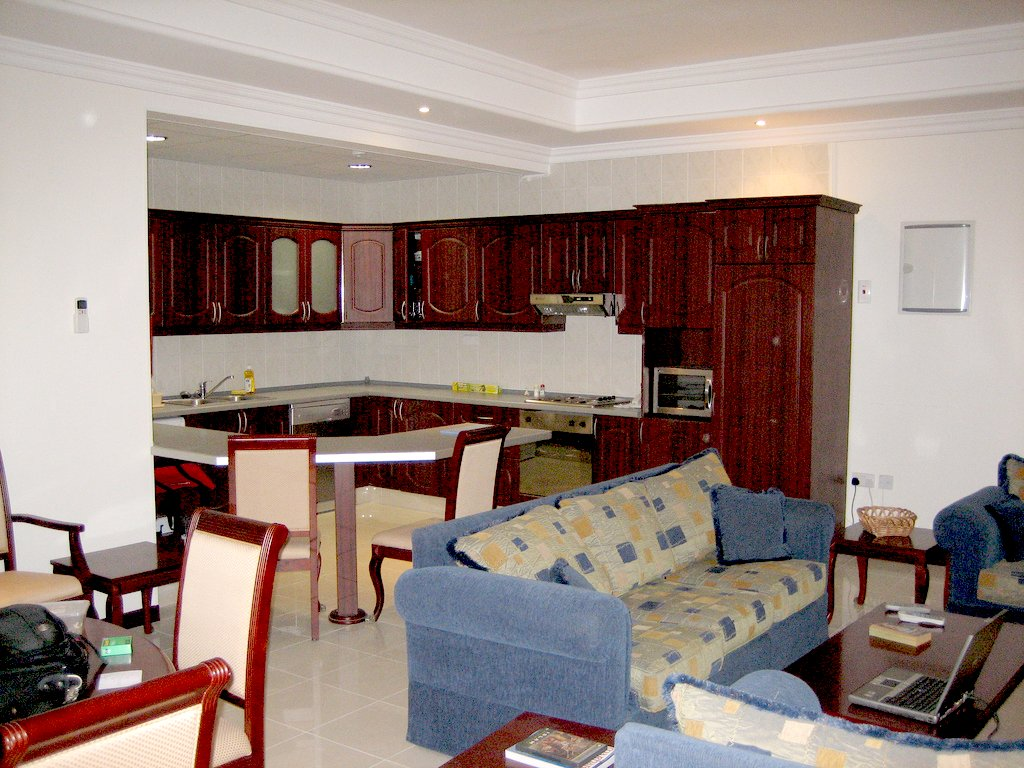
Cuisine avec salon

Dans les châteaux ou les maisons entretenant du personnel, la cuisine se situait dans une zone distincte de la partie habitée par les maîtres de maison. Les plats étaient livrés par le personnel, sur un plateau ou un très petit chariot, la desserte.
La proximité de la cuisine et de la salle à manger des habitats bourgeois n'a pas toujours été de mise. Ainsi, au XIXe siècle, la cuisine se trouvait alors souvent dans les sous-sols. La nourriture préparée était transportée vers la salle à manger située à l'étage, dans l'office, un local attenant, lorsqu'il existait. Le transport était au mieux fait par l'intermédiaire d'un monte-plats sinon par les couloirs et escaliers de service lorsqu'ils existaient. Ce dispositif du monte-plats est toujours en vigueur dans les hôtels et certains restaurants. On utilise parfois le guichet pour passer les plats entre deux pièces au même niveau.
La cuisine prend le relais, seulement au XXe siècle dans les maisons paysannes, de l'ancienne « chambre à feu », lieu de vie domestique où se préparaient et se consommaient les aliments cuits dans l'âtre.
Au cours de son histoire, la cuisine intégrée au bâtiment d'habitation sous ses diverses formes (importante ou réduite) a pu comporter une arrière-cuisine, un petit local attenant pouvant être un simple recoin et être associée au cellier à l'origine un local de volume important ou à la réserve qui remplaçait le grand local.
Dans un logement, la cuisine est un lieu central où se préparent les repas, et souvent où ils sont consommés. En 1926, un nouveau modèle de cuisine équipée est inventé par l'architecte Margarete Schütte-Lihotzky, la Cuisine de Francfort.
Alors que la législation en France l'interdisait, Le Corbusier, en 1947 fait migrer la cuisine (et la salle de bains) au cœur du logement grâce à une ventilation mécanique contrôlée dans la Cité radieuse de Marseille. Ce qui était une dérogation devient alors la norme partout.
Une nouvelle forme d'intégration à nouveau entre la cuisine et la salle à manger d'un logement est apparue assez récemment, au XXe siècle : la cuisine ne consiste qu'en un simple « atelier » de préparation, et n'est séparée de la salle à manger, ainsi que de la salle de séjour, que par un comptoir de bar. On nomme ce type d'organisation : cuisine américaine.
Dans un bateau de plaisance ou un camping-car ou une caravane (dans l'« habitat mobile » ou l'« habitat nomade »), le bloc cuisine est un petit équipement fourni pour la préparation de la cuisine.

## Les cuisines

### Cuisine domestique
Pour ce qui concerne l'activité proprement dite de préparation des aliments avec les ustensiles de cuisine, la cuisine doit disposer :
- d'un espace de travail (plan de travail) situé le plus près possible d'un point d'eau (évier)[2] ;
- d'un dispositif de cuisson des aliments (four, cuisinière) ;
- d'une armoire pour stocker les aliments, un complément devenu indispensable dans les pays développés est le réfrigérateur, auquel est souvent adjoint un congélateur, permettant de conserver les aliments périssables.

Une fois les aliments prêts à être consommés, ils sont servis à table, soit dans la cuisine elle-même si elle est assez grande pour en accueillir une, soit dans la salle à manger généralement attenante.
Une forme de lieu de cuisine est là où se trouve le barbecue, où la décontraction est de rigueur et la liberté est de cuire soi-même une partie de la cuisine sur feu (bois, similaire, électrique ou gaz). L'équipement peut être construit en dur, comme un foyer en briques à extérieur, en plein-air. Il peut être un élément d'architecture, par exemple dans l'architecture méditerranéenne des terrasses. Cette cuisine est certainement très populaire dans beaucoup de pays anglo-saxons : c'est le « BBQ ».

Quelques exemples d'accessoires de cuisine
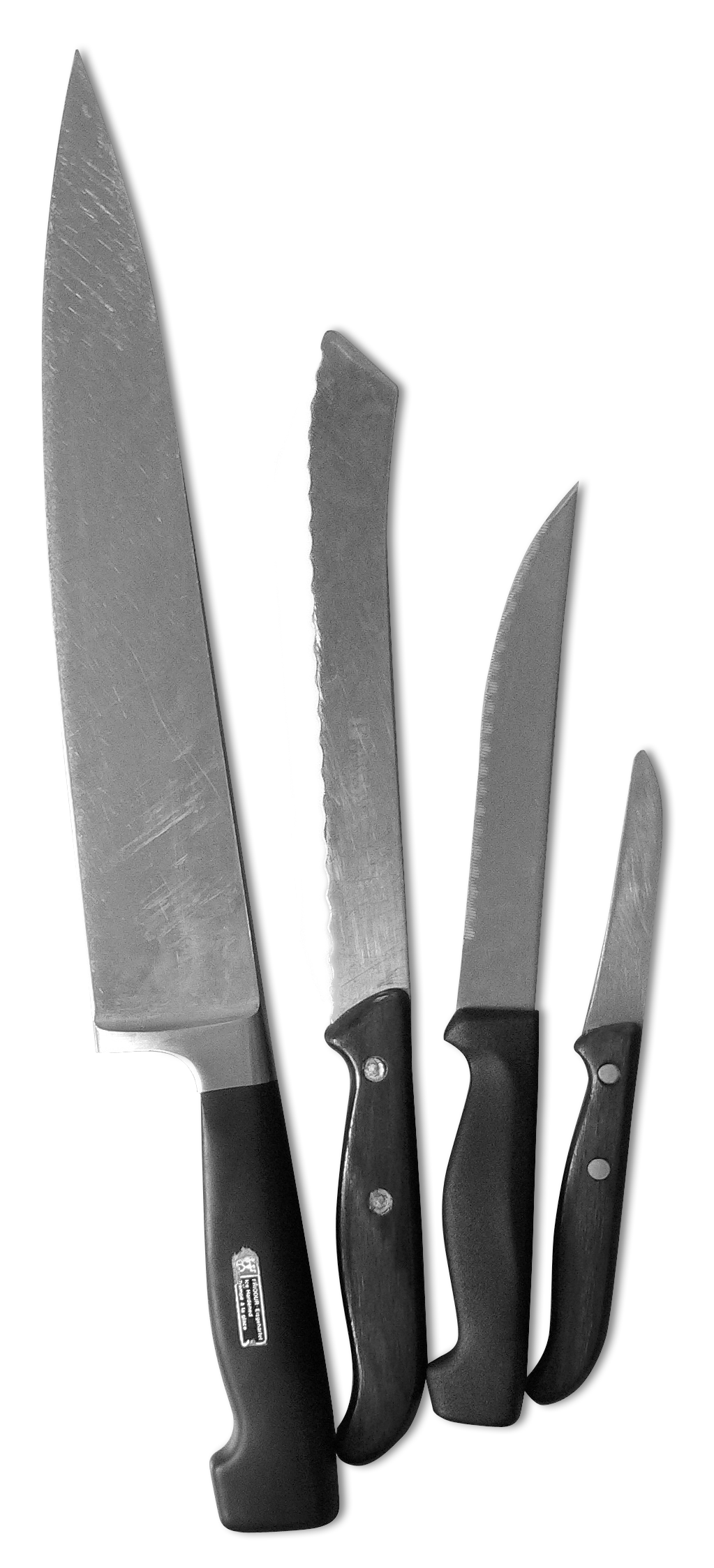
Couteaux
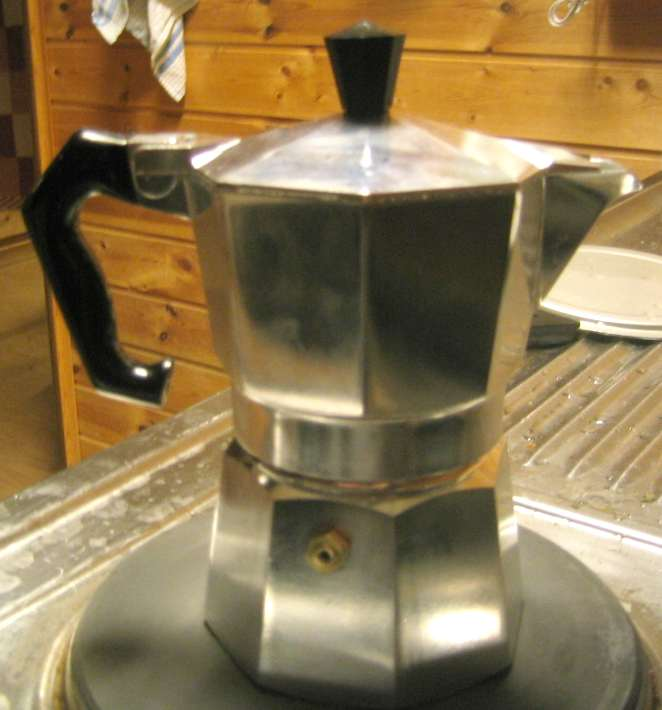
Cafetière
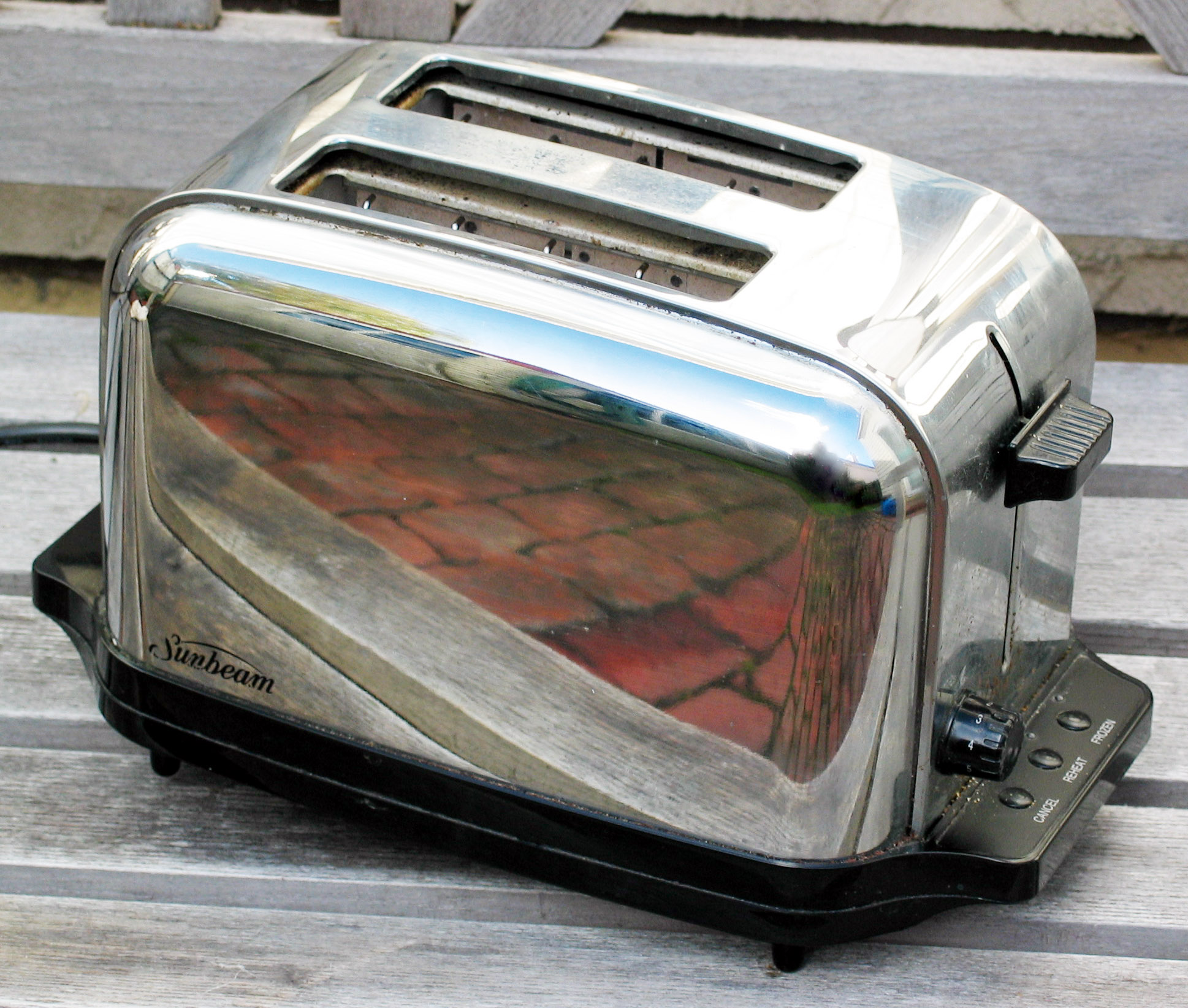
Grille-pain électrique
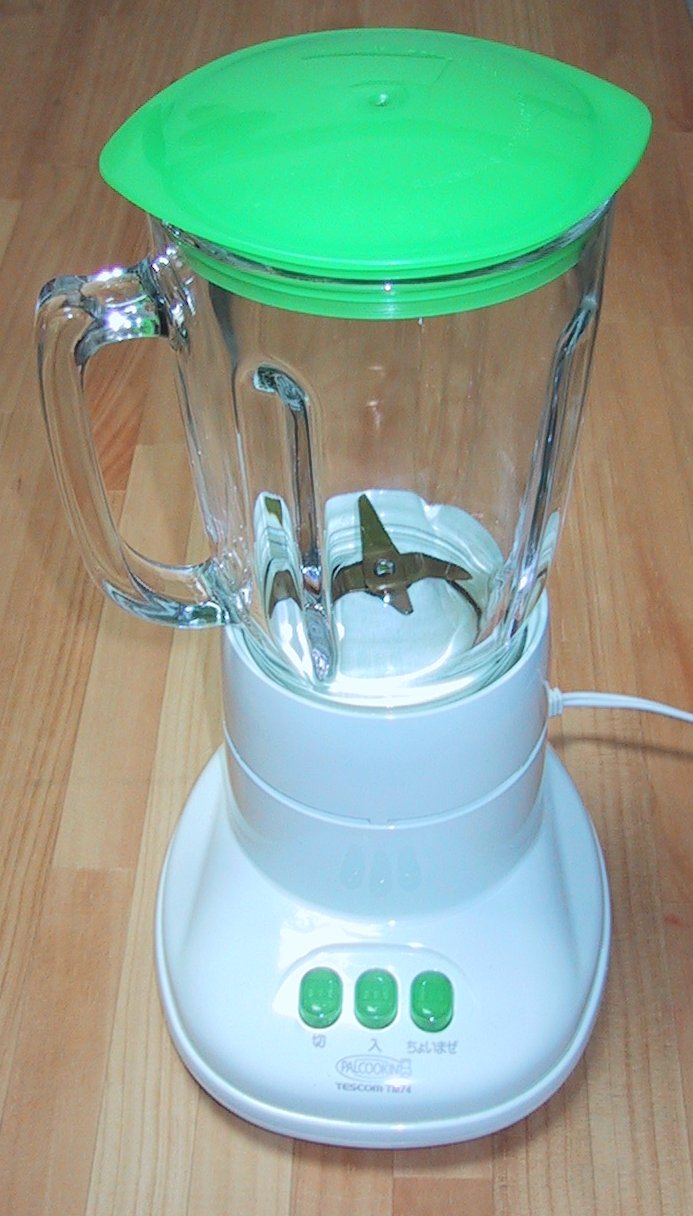
Mixeur
Poubelle
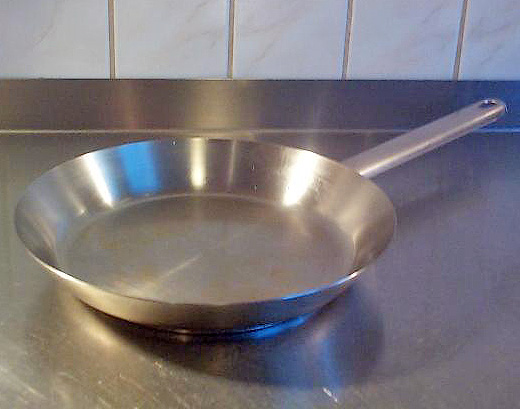
Poêle

### Cuisine américaine
Voir : Cuisine américaine (ameublement)

### Cuisine de restaurant
Le terme restaurant couvre une multiplicité de lieux et une grande diversité des types de cuisines, tant locales qu'étrangères.
Dans certains pays, par exemple en Grèce, l'endroit où on fait la cuisine peut être visité au préalable par les clients avant de se décider à prendre un repas.
En France, il existait avant la Révolution française les auberges, restaurants où un seul plat est proposé par le cuisinier et où les tables sont communes, les cabarets vendant du vin et quelques plats, les traiteurs qui vont jusqu'à proposer une table d'hôtes avec repas à heure fixe. Après la Révolution en France se créent les restaurants (voir article détaillé : restaurant).
Un restaurant est un établissement de type artisanal pour ce qui concerne le local cuisine. Ce local est l'endroit où on effectue la confection et la cuisson de aliments. Cela concerne un bon nombre des restaurants qui par nature reçoivent du public, même des établissements des chaînes de restaurant partageant la même enseigne. Cela concerne un bon nombre des restaurants d'entreprise. Mais actuellement dans beaucoup de ces restaurants on ne pratique pas la confection complète des plats. Ainsi les restaurants scolaires sont en fait souvent des salles à manger approvisionnées par une cuisine industrielle.
On trouve ainsi une formulation de ce qu'est le local cuisine selon les types de restaurant :
- le restaurant classique sur le modèle du restaurant gastronomique ;
- le restaurant à buffet ;
- le restaurant snack-bar.

La voiture-restaurant qui est mobile est une curiosité. Cependant le local cuisine de restaurant de navires, tels que, par exemple, les paquebots et navires de guerre, est plus classique, avec cependant quelques aménagements des cuisinières, destinés à compenser le roulis. Et il n'existe pas à proprement parler de local cuisine dans les avions, les repas, largement déjà déjà préparés à terre, pouvant cependant être réchauffés par le personnel de bord grâce à des équipements prévus à cet effet. 
Particularité, il n'y a que le local cuisine pour les snacks ambulants (camion pizza, camion crêperie, camion kebab) et dans le cas où le restaurant ne pratique que le service au volant (« drive-in »).
Généralement, dans les restaurants de bonne taille où l'on fait la totalité de la confection du plat et qui ont un local cuisine important, la nourriture y est préparée par un chef cuisinier et ses cuisiniers.
Le local cuisine d'un restaurant rassemble l'endroit où on confectionne la nourriture et l'endroit où on nettoie la vaisselle et les plats. Les professionnels qui proposent l'équipement sont les cuisinistes qui fournissent deux sortes de clientèle : la professionnelle et le public. Ils proposent parfois l'organisation des lieux. L'équipement est fréquemment en inox (voir article détaillé : cuisiniste).
Les locaux sont aménagés: les hottes d'extraction et de ventilation avec gaine de déport d'air en sommet d'immeuble s'imposent suivant les normes sanitaires des équipements professionnels fixés dans les immeubles ordinaires d'habitation.
Organisation ordinaire :
- la cuisine comporte
  - le secteur de préparation des entrées, avec l'épluchage de tous les légumes (cet endroit de « pluches » est parfois séparé) ;
  - le centre principal, on y fait la préparation des plats principaux avec fourneau, four et rôtissoire ;
  - la pâtisserie avec son marbre et son four et ses réfrigérateur et congélateur pour la préparation des desserts élaborés, les gâteaux et glaces ;
- la zone de plonge pour la vaisselle et les plats nettoyés comporte
  - un lave-vaisselle en général à casier et parfois un lave-verre ;
  - un rangement à vaisselle à rayonnage (un vaisselier ordinaire) est utilisé.

En général la cuisine comporte un espace cellier où on stocke la quantité nécessaire pour un service des vins de consommation habituelle, les vins exceptionnels restent dans le vrai cellier.

### Cuisine industrielle

Cuisine de restaurant

La cuisine industrielle est un aménagement dans un local permettant de préparer des aliments en quantité destinés à la consommation d'un grand nombre de personnes : restaurant, cantine d'entreprise, préparations alimentaires pour la grande distribution.
Les locaux sont de plus en plus isolés de l'environnement extérieur par des sas ou des portes isolantes. L'utilisation de l'air climatisé permet de réduire le risque d'introduction de germes infectieux. Dans le cas d'installations de grande envergure ou traitant des produits particulièrement délicats, on s'oriente vers la construction de véritables salles blanches.
Si le plat cuisiné doit être le plus souvent semblable à ce qu'on aurait obtenu dans une cuisine domestique, la fabrication n'a plus rien à voir avec la cuisine domestique. Pour la vente du plat en Europe, le local est configuré et équipé de machines industrielles, respectant les normes européennes. La manière de fabriquer comporte des machines inaccessibles au public qui utilisent des matières qui sont particulières à l'industrie. Par exemple, les haricots verts en boîte sont d'une variété sélectionnée chez les fabricants de graines par les cultivateurs qui livrent l'industriel: cette variété doit avoir une longueur appropriée pour ne pas causer de pertes de matières dans le conditionnement, la boîte (voir I.N.R.A).

#### Le processus industriel de fabrication et le local utilisé
Les lois concernant l'hygiène et sécurité de confection pour la consommation s'appliquent à la préparation alimentaire artisanale ou industrielle. En particulier, la conservation des matières premières et les circulations des matières utilisées (stock et gestion des flux de production) doivent être soigneusement étudiés pour éviter tout contact et minimiser les croisements entre les denrées alimentaires entrantes, les ordures sortantes, les aliments en cours de préparation et les aliments prêts à la consommation (le cahier des charges de cette forme d'activité s'est précisé au cours du temps).
Le matériel et les locaux sont également spécialement conçus pour un entretien facile et efficace, en rationalisant et en simplifiant autant que possible les gestes à effectuer pour le nettoyage et la maintenance. Par exemple, l'acier inoxydable est le matériau de référence pour les appareils, tandis que le carrelage ou les revêtements inaltérables (comme le polyester armé de fibres de verre, imputrescible et très résistant aux chocs et aux rayures) sont recommandés pour les sols et les murs : ils permettent un nettoyage au jet d'eau.
La conception des appareils et les méthodes de production tendent à réduire le contact direct entre les opérateurs et les préparations alimentaires, que ce soit en imposant le port dans ce qui constitue aussi pour celui qui travaille l'équipement de protection individuelle de gants, de masques, de combinaisons, ou plus simplement en évitant la manipulation des commandes des appareils avec les mains : par exemple, les robinets d'arrivée d'eau des éviers sont commandées avec le pied ou avec la cuisse (commande fémorale).
Ces règles sanitaires sont rendues nécessaires par des chaînes de manipulation allongées – il y a de plus en plus d'intermédiaires et de distance géographique entre les producteurs et les consommateurs – et la manipulation de grandes quantités d'aliments. Elles répondent à la logique de stérilisation totale contenue dans la technique HACCP dont s'inspirent l'Europe et les États-Unis pour fixer leurs normes d'hygiène alimentaire.

### Cuisine provisoire
On distingue deux types de « cuisine provisoire » :
- Les cuisines de campagne (ou nomade) sont des installations surtout utilisées par l'armée et les activités en plein air. En Allemagne, l'armée participe à toutes les fêtes dans les villes et les villages en amenant une « roulante » et fournir à tout le monde son plat typique traditionnel.
- Grâce aux constructions modulaires, les unités de productions alimentaires, appelées cuisines temporaires[3], ont pu trouver une solution pour pallier l'interruption de service due à un incident ou des travaux. Ces mobiles spécialement adaptés à la cuisine permettent de respecter les règles sanitaires en vigueur dans les « cuisines industrielles ».

### Cuisine d'extérieur
La cuisine extérieure est un concept assez récent qui se caractérise par sa base en acier inoxydable qui lui permet de faire face à toutes les saisons. C'est une pièce à part entière qui vient s'installer sur la terrasse d'un jardin.
Une cuisine d'extérieur se compose : 
- d'un plan de travail en inox pour y préparer des recettes de cuisine ;
- de matériel de cuisson des aliments encastrable ou à poser (Barbecue, plancha, four à pizza, kamado, grilloir) ;
- d'armoire pour stocker les aliments ou les ustensiles de cuisine ;
- d'un réfrigérateur conçu pour une utilisation en extérieur et permettant de conserver au frais les aliments ou les boissons ;

## Cuisine de bord
Sur un navire la cuisine de bord est parfois désigné par le terme de maïence (ou mayence), c'est le local ou l'on y prépare les plats, par opposition à la cambuse qui est le local où sont entreposés et/ou distribués les vivres non cuisinés : eau, vin, pain,... Dans l'usage moderne, la cambuse désigne un local ou caisson de vivre sur un navire. À terre, les cuisines aménagées dans un port, se nomment coqueries, où l'on prépare la nourriture pour l'équipage d'un bateau à quai. Par extension, c'est aussi la cuisine de bord d'un navire. À l'usage, tous ces termes sont parfois utilisés comme synonyme de cuisine de bord, sans tenir compte de leur définition rigoureuse.
Dans la marine traditionnelle, la cuisine de bord est située le plus haut possible sur un navire (gaillard ou batterie supérieure) pour permettre l'évacuation des fumées et l'aération car il y fait très chaud. Sur ces navires traditionnels, les cuisines de bord sont doublées de métal ou de briques pour éviter le risque d'incendie.